# Martres-Tolosane
Martres-Tolosane è un comune francese di 2 286 abitanti situato nel dipartimento dell'Alta Garonna nella regione dell'Occitania.

## Monumenti e luoghi d'interesse
Nella località di Chiragan sono presenti i resti della omonima villa romana.

## Società

### Evoluzione demografica
Abitanti censiti